# ビッグ・エー
株式会社ビッグ・エー（英: Big-a Company inc.）は、東京都板橋区に本社を置き、食料品・日用品を販売する小型のハードディスカウントストアを運営並びにFC展開する企業。店舗の看板は「ビッグ・エー」でなく、アルファベットの「Big-A」と表記されている。
社名は、ダイエー、大栄、大きな栄、ビッグなA、ビッグ・エーと変化させたものである。
設立当初は株式会社ダイエーの子会社であったが、2019年から株式会社ダイエーの親会社であるイオン株式会社の子会社となり、イオングループの一員である。2021年3月にアコレ株式会社の店舗事業承継に伴って「アコレ」の運営を引き継いだ。

## 沿革
- 1979年（昭和54年）8月 - 株式会社ダイエーが米国ワールド・ワイド・チェーン ストア・システムズ社の指導により、株式会社ビッグ・エーを設立する。
- 1979年（昭和54年）11月 - ビッグ・エーの1号店を埼玉県大宮市宮原町に開設。
- 1995年（平成7年）1月 - フランチャイズ業務を開始する。
- 1998年（平成10年）11月 - 埼玉県春日部市に生鮮物流センターが竣工。
- 2002年（平成14年）10月 - 千葉県市川市に24時間営業第1号の市川妙典店（のちにアコレ妙典5丁目店）を開店して既存店も24時間営業化する。
- 2003年（平成15年）11月 - 所沢生鮮物流センターを開設。
- 2006年（平成18年）11月 - 板橋物流センターを開設。
- 2011年（平成23年）8月 - 西日本に初進出。西日本1号店を大阪府大阪市住之江区の南海本線住ノ江駅高架下に開設。
- 2016年（平成28年）3月 - 株式会社ビッグ・エー関西と合併[2]。同社が運営していた大阪府の店舗を引き継ぐ。
- 2019年（平成31年/令和元年）
  - 2月 - 株式譲渡に伴い、親会社が株式会社ダイエーからイオン株式会社に変更される。
  - 10月 - 全店舗でPayPayによるキャッシュレス決済を開始。
- 2021年（令和3年）3月 - アコレ株式会社から店舗事業を吸収分割により継承し、同社が運営していた「アコレ」の運営を引き継ぐ[3]。

## 特徴

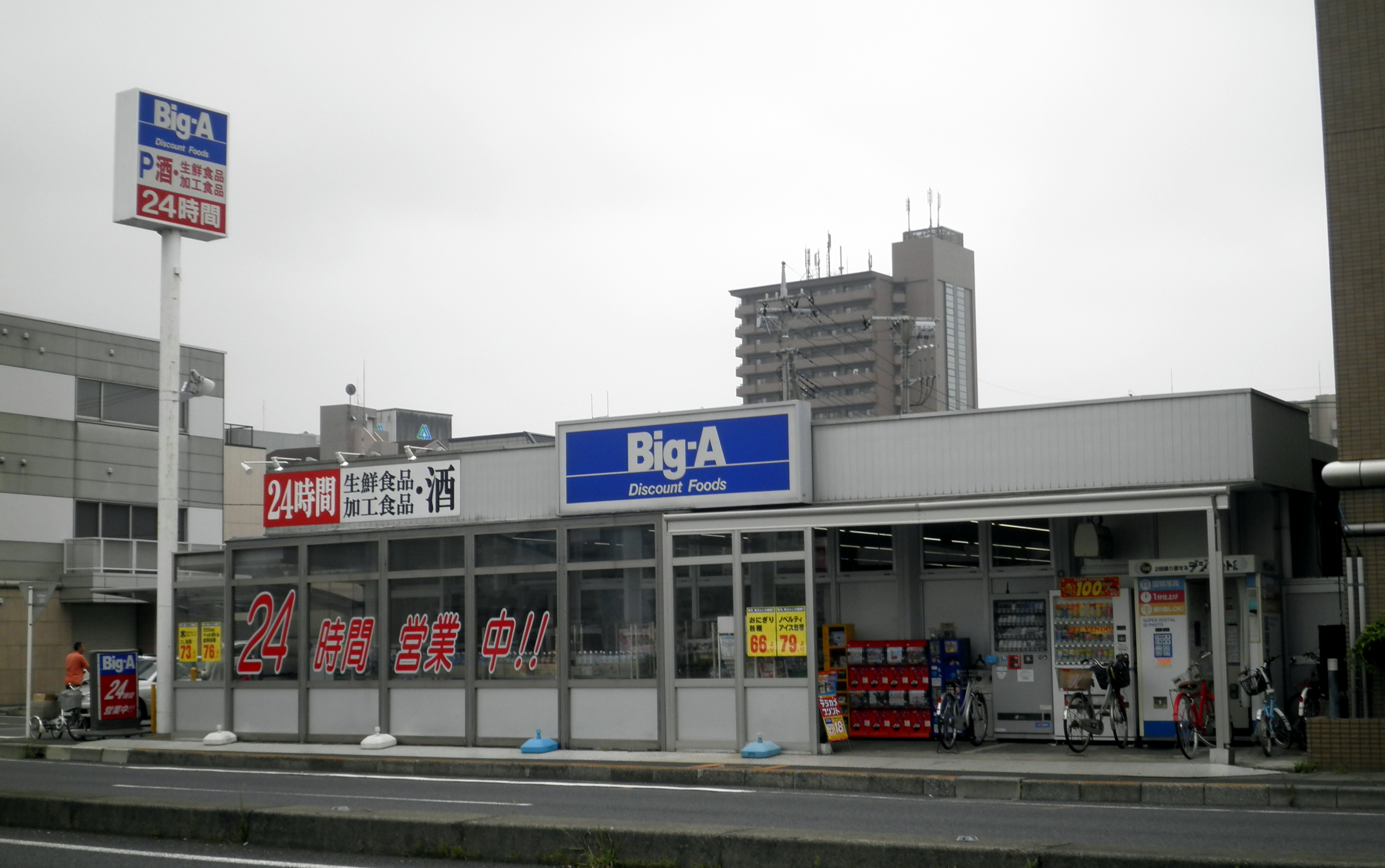
ビッグ・エー1号店である宮原店（2013年7月撮影）

- 大半の店舗は早朝から深夜まで営業しており、深夜帯に1時間から数時間程度休業する。千葉県と東京都の一部店舗では24時間営業を行っている。
- 店舗面積は普通のスーパーマーケットより狭く、コンビニエンスストアより広い中間的な広さである。
- ほぼ全店舗で酒類を扱う。
- 経費削減のため、外装、内装、商品陳列とも極めて簡素で、商品の多くは梱包箱の一部を切り開いて棚上に陳列する。のちにダイエーが展開するディスカウントストアの「トポス」や「Dマート」でも同様の工夫が見られる。
- レジの効率化のため、カートを使う「カートtoカート」システムを導入する店舗もある。客は購入商品をカートへ直接入れ、精算時に担当者が別の空カートへ移し替える。車で来店した場合は精算後にカートごと車へ運び、カートから直接車へ入れることも推奨される。「カートtoカート」を導入する店舗は買い物かごを配しておらず、少量でもカートを使用する。
- レジ袋は1枚10円。厚手で次回の買い物でも使えるのが特徴。また、全店10万枚限定(販売・交換)ではあるがマイバッグの「サスティナバッグ」が1枚税抜99円で販売されている。サスティナバッグは壊れた際は無償で交換してもらえる[4]。
- 経費節減の為、袋詰する為のサッカー台にセロハンテープは設置されていない。薄手のビニール袋は設置されているが使い過ぎ防止の為、生魚や豆腐など水気がある物に使用する様に促す注意書きが掲出されている。
- 人件費削減の為、客が少ない時間帯はレジ担当者は常駐しておらず、呼び鈴等で店員を呼び対応してもらう必要がある。

- 「安さの秘密」が店舗内に掲出されている事もある。
- 食の安全のために100%国産品を目指しており、野菜売場は国産品のみを取り扱っている。
- 近年、プライベートブランド商品の開発に力を入れている。
  - プライベートブランドは、過去にはダイエーグループの開発ブランド「セービング」や「プライスセーバー」などが販売されていたが、2012年（平成24年）現在はビッグ・エー独自のプライベートブランド「Big-A」ブランドを中心とした商品を置いている。
  - ダイエーはイオン傘下となり、ビッグ・エーもイオングループに属している[5]。イオングループのプライベートブランドであるトップバリュも導入されている[6]。
- 多くの店舗に子ども用自動販売機「ガチャガチャ」や証明写真撮影機やコピー機が設置されている。
- 毎月1回、テレビ埼玉の『マチコミ』（前身番組の『ごごたま』でも放送）に特売情報を伝えるコーナーがある。2016年4月以降は『マチコミ』の首都圏トライアングル枠で、千葉テレビ放送・テレビ神奈川にもネットされている。2016年3月までは埼玉、千葉それぞれのローカルで特売情報を伝えるコーナーがあり、千葉では『シャキット!』（前身番組の『朝まるJUST』『ハピはぴ・モーニング〜ハピモ〜』でも放送）内で伝えられていた。『朝まるJUST』では広報担当が千葉テレビのスタジオに生出演していたが、千葉での『ハピモ』以降と埼玉での『ごごたま』以降はいずれも田中美和子がナビゲーターとして出演している。またこれとは別に、週末によくTBSラジオとタイアップしたセールを行っており、店舗限定で生コマーシャルで発表された合言葉を伝えると、プレゼントがもらえるキャンペーンを行っている。
- 支払いは現金及びPayPay、au PAY、クレジットカード[7]のみである。ビッグ・エーはPayPayの支払いは店舗が用意したQRコード表を読み取る方式である。また、イオングループの電子マネーWAONや他の電子マネーも導入されていない。ダイエー商品券[8]及びイオン商品券[9]も使用できない。イオンの株主優待であるイオンオーナーズカードは2024年10月1日から優待特典の対象店舗となった[10]。ただし、アコレ店舗はイオン商品券、WAON、イオンカードなどが引き続き利用可能でありPayPay、au PAYは使用できない。アコレとの統合後にビッグエー店舗のみau PAYを導入するなど一向に決済手段の統一が図られない。
- 展開を開始した1980年代初期は業績が伸びず、ダイエー内ではオ・プランタン・クラウンと並んでPCB問題企業とまで言われた（PCBは当該3社の頭文字）[要出典]。
- 時折文化放送のラジオ番組『くにまるジャパン 極』とタイアップしていて、月1回「なるほどジャパン」コーナーで商品開発部社員がタイアップセールの宣伝に出演、文化放送アナウンサーの野村邦丸が折り込みチラシに名前入りで顔写真も掲載。

## 展開地域
- 2024年（令和6年）10月時点で茨城県、埼玉県、千葉県、東京都、神奈川県の5都県に「ビッグ・エー」254店舗・「アコレ」67店舗の計321店舗を展開しており、埼玉県、千葉県、東京都では「ビッグ・エー」と「アコレ」の2ブランドで展開している。
- 創業以来、長らく首都圏を中心に店舗を展開していたが、2011年（平成23年）8月にダイエーが新たに設立した新会社「ビッグ・エー関西」により近畿地方へ進出する。2016年（平成28年）3月にビッグ・エーがビッグ・エー関西を吸収合併[2]して運営を一体化し、2017年（平成29年）1月に初めて大阪市外へ進出（守口土居店）したものの、同業他社との競争[11]などによりいずれの店舗も短期間で撤退し、2017年8月に全店舗を閉店して近畿地方から撤退した[12]。一部の東部市場前店と住ノ江駅前店は親会社のダイエーへ運営が継承され、フードスタイル (AEON FOOD STYLE by daiei) 業態の「ダイエー」に転換して再開業した[13]。
- 2024年（令和6年）7月にアコレみつわ台5丁目店をビッグ・エー千葉みつわ台店へ改装オープンした[14]のを皮切りに、改装のタイミングで「アコレ」から「ビッグ・エー」へ屋号変更された店舗もある[15]。